# Gouchi
Gouchi è un comune rurale del Niger facente parte del dipartimento di Magaria nella regione di Zinder.